# 2. deild karla
2. deild karla (Deutsch: Zweite Männerliga) ist die dritthöchste Fußball-Liga in Island im isländischen Fußballliga-System. Der aktuelle Meister ist das Team UMF Selfoss aus der isländischen Gemeinde Selfoss.

## Geschichte
Die Liga wurde 1966 als dritthöchste Liga mit zwei Gruppen gegründet, wobei die Anzahl der Teams zwischen 7 und 10 Teams in jeder Gruppe variierte. 1987 wurde beschlossen, die beiden Gruppen zu einer einzigen landesweiten Liga mit 10 Mannschaften zusammenzufassen, sodass am Ende der Saison 1987 nur drei Mannschaften aus jeder Gruppe in der Liga blieben. Die ersten Mannschaften jeder Gruppe stiegen auf, alle anderen Mannschaften stiegen in die 4. Liga ab und zwei Mannschaften stiegen aus der 4. Liga auf. Nach einer Namensänderung wurde die Division 1997 zur zweiten Liga, allerdings blieb es die dritthöchste Spielklasse.
Im Jahr 2008 wurde im Rahmen einer großen Reform im isländischen Fußball die Anzahl der Mannschaften von 10 auf 12 erhöht.

## Aktuelle Clubs (2025)
| Team                        | Gemeinde/Stadt                | Stadion             | Position 2024 |
| --------------------------- | ----------------------------- | ------------------- | ------------- |
| ÍF Grótta                   | Seltjarnarnes                 | Vivaldivöllurinn    | 1. deild, 11. |
| KS Dalvík/Reynir            | Dalvík                        | Dalvíkurvöllur      | 1. deild, 12. |
| Þróttur Vogum               | Vogar                         | Vogabæjarvöllur     | 3.            |
| UMF Víkingur                | Ólafsvík                      | Vogaídýfuvöllur     | 4.            |
| KS Austfjarða 1             | Fjallabyggð (Ólafsfjörður)    | SÚN-völlurinn       | 5.            |
| Haukar Hafnarfjörður        | Hafnarfjörður                 | Ásvellir            | 6.            |
| Höttur/Huginn 2             | Egilsstaðir (Fljótsdalshérað) | Vilhjálmsvöllur     | 7.            |
| Ægir Þorlákshöfn            | Þorlákshöfn                   | Þorlákshafnarvöllur | 8.            |
| Knattspyrnufélag Garðabæjar | Garðabær                      | Samsungvöllurinn    | 9.            |
| Kormákur/Hvöt               | Blönduós                      | Blönduósvöllur      | 10.           |
| Knattspyrnufélagið Kári     | Akranes                       | Akraneshöllin       | 3. deild, 1.  |
| Víðir Garði                 | Garður                        | Nesfisk-völlurinn   | 3. deild, 2.  |

## Geschichte

### Meister
| - 1966 UMF Selfoss – (Selfoss) - 1967 FH Hafnarfjörður – (Hafnarfjörður) - 1968 Völsungur Húsavík – (Húsavík) - 1969 Ármann Reykjavík – (Reykjavík) - 1970 þrottur Norðfjörður – (Neskaupstaður) - 1971 Völsungur Húsavík – (Húsavík) - 1972 þrottur Norðfjörður – (Neskaupstaður) - 1973 ÍBÍ Ísafjörður – (Ísafjörður) - 1974 UMF Víkingur – (Ólafsvík) - 1975 Þór Akureyri – (Akureyri) - 1976 Reynir Sandgerði – (Sandgerði) - 1977 Fylkir Reykjavík – (Reykjavík) - 1978 UMF Selfoss – (Selfoss) - 1979 Völsungur Húsavík – (Húsavík) - 1980 Reynir Sandgerði – (Sandgerði) - 1981 UMF Njarðvík – (Njarðvík) - 1982 Víðir Garði – (Garður) - 1983 UMF Skallagrímur – (Borgarnes) - 1984 Fylkir Reykjavík – (Reykjavík) - 1985 UMF Selfoss – (Selfoss) | - 1986 Leiftur Ólafsfjörður – (Ólafsfjörður) - 1987 Fylkir Reykjavík – (Reykjavík) - 1988 UMF Stjarnan – (Garðabær) - 1989 KS Siglufjarðar – (Siglufjörður) - 1990 Þróttur Reykjavík – (Reykjavík) - 1991 Leiftur Ólafsfjörður – (Ólafsfjörður) - 1992 UMF Tindastóll – (Sauðárkrókur) - 1993 UMF Selfoss – (Selfoss) - 1994 UMF Skallagrímur – (Borgarnes) - 1995 Völsungur Húsavík – (Húsavík) - 1996 UMFS Dalvík – (Dalvík) - 1997 HK Kópavogur – (Kópavogur) - 1998 Víðir Garði – (Garður) - 1999 UMF Tindastóll – (Sauðárkrókur) - 2000 Þór Akureyri – (Akureyri) - 2001 Haukar Hafnarfjörður – (Hafnarfjörður) - 2002 HK Kópavogur – (Kópavogur) - 2003 Völsungur Húsavík – (Húsavík) - 2004 KS Siglufjarðar – (Siglufjörður) - 2005 Leiknir Reykjavík – (Reykjavík) | - 2006 KFF Fjarðabyggðar – (Fjarðabyggð) - 2007 Haukar Hafnarfjörður – (Hafnarfjörður) - 2008 ÍR Reykjavík – (Reykjavík) - 2009 ÍF Grótta – (Seltjarnarnes) - 2010 UMF Víkingur – (Ólafsvík) - 2011 UMF Tindastóll – (Sauðárkrókur) - 2012 Völsungur Húsavík – (Húsavík) - 2013 HK Kópavogur – (Kópavogur) - 2014 KFF Fjarðabyggðar – (Fjarðabyggð) - 2015 Huginn Seyðisfjörður – (Seyðisfjörður) - 2016 ÍR Reykjavík – (Reykjavík) - 2017 UMF Njarðvík – (Njarðvík) - 2018 UMF Afturelding – (Mosfellsbær) - 2019 Leiknir Fáskrúðsfjörður – (Fáskrúðsfjörður) - 2020 Kórdrengir Reykjavík – (Reykjavík)* - 2021 UMF Þróttur Vogar – (Vogar) - 2022 UMF Njarðvík – (Njarðvík) - 2023 KS Dalvík/Reynir – (Dalvik) - 2024 UMF Selfoss – (Selfoss) |

* 2020 wurde die Saison wegen der COVID-19-Pandemie mit zwei verbleibenden Spielen abgebrochen.